# Zhongshan (État)
Pour les articles homonymes, voir Zhongshan.
vers 414 av. J.-C. – 408 av. J.-C.
323 av. J.-C. – 295 av. J.-C.
Entités précédentes :
- Dynastie Zhou (v. -414)
- Han (-323)

Entités suivantes :
- Wei (-408)
- Zhao (-295)

Le Zhongshan 中山國 est un petit État de la Chine ancienne, dont le territoire correspond approximativement à la préfecture moderne de Baoding, créé vers -414, probablement par les Di Blancs 白狄, peuples nomades venus des montagnes et sédentarisés dans la plaine de l'actuelle province du Hebei à la fin de la période des Printemps et des Automnes. Il disparut définitivement en -295.
État aux dimensions restreintes, enclavé entre les puissants États de Jin et de Qi, le Zongshan disposait cependant d'une influence certaine durant la période troublée des Royaumes combattants. Il est connu notamment par les mentions à son sujet dans le Lüshi Chunqiu et le Shiji. Son existence fut mouvementée et brève (environ 120 ans), mais relativement plus longue que bien des états de taille comparable de la même période. Peu après son apparition il fut détruit et occupé, puis reprit son indépendance pour une petite centaine d'années (pendant lesquelles il fut souvent attaqué par ses voisins plus puissants) avant d'être définitivement détruit et annexé.

## Un destin mouvementé
L'origine et l'ethnicité de l'état ne sont pas claires. En particulier, le lien avec un état (Xianyu) occupant le même territoire à la période précédente n'est pas éclairci. On pense que la fondation de l'état correspond au passage à une organisation plus centralisée du ou des peuples occupant ce territoire depuis déjà un certain temps, avec la fondation d'une capitale.
Le Zhongshan connut plusieurs conflits militaires avec l'état voisin et puissant de Jin, puis plus violemment encore contre deux (Zhao et Wei) des "Trois Jin" (les états issus du démembrement du Jin), le troisième, le Han, n'ayant pas de frontière directe avec le Zhongshan.
Au début de la période des Royaumes combattants, en -408, l'État de Zhongshan fut détruit une première fois par le Wei. Le marquis Wen de Wei y envoya son héritier présomptif, Ji, y tenir garnison. Zhongshan demeura un temps sous la protection de Wei, avant de regagner temporairement son indépendance.
Il récupéra en partie ses forces durant le IVe siècle av. J.-C., bien qu'il eût à subir plusieurs attaques de la part des royaumes de Zhao et de Qi.
En -323, le souverain du Zhongshan s'autoproclama roi (wang 王).
Mais après une longue période de guerre permanente contre le Zhao, le Zhongshan fut finalement vaincu et définitivement annexé par son ennemi en -295.

## Découvertes archéologiques

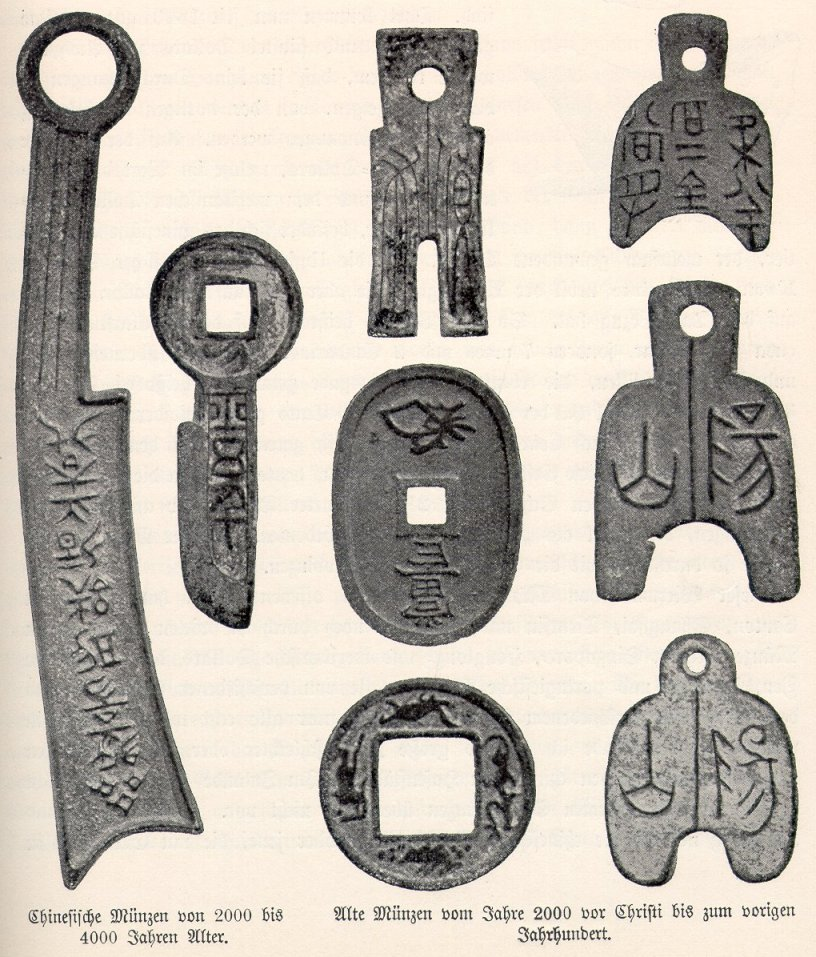
Monnaies des dynasties Zhou et Xin

En 1977, dans le district de Pingshan (province du Hebei), a été découvert le site d’une cité antique Lingshou, qui fut probablement la dernière capitale de la principauté de Zhongshan de la période des Royaumes Combattants. Les centaines de pièces comportant des inscriptions dégagées de l'une des tombes de l'enceinte funéraire royale offrirent de précieux renseignements sur l'époque troublée qui précéda l'unification de la Chine.

Les différentes découvertes attestent de l'épanouissement artistique du Zhongshan. Les ateliers de monnayage trouvés sur le site ont également prouvé que le Zhongshan émettait des monnaies en forme de couteaux recourbés, jusqu'alors attribuées au royaume de Zhao.

## Liste des souverains
1. Duc Wen (zh) (vers 425/426-415 av. J.-C)
2. Duc Wu (zh) 414-407 av. J.-C)
3. Duc Huan (zh) (406-vers 350 av. J.-C)
4. Duc Cheng (zh) (vers 349-328 av. J.-C)
5. Roi Cuo (en) (327-vers 310 av. J.-C)
6. Roi Qieci (zh) (vers 309-299 av. J.-C)
7. Roi Shang (zh) (298-296 av. J.-C)